# Чемпионат мира по настольному теннису 1948
Чемпионат мира по настольному теннису 1948 года прошёл с 4 по 11 февраля в Уэмбли (Великобритания).

## Медалисты
| Разряд                   | Золото                                                                                          | Серебро                                                                             | Бронза                                                                                   |
| ------------------------ | ----------------------------------------------------------------------------------------------- | ----------------------------------------------------------------------------------- | ---------------------------------------------------------------------------------------- |
| Мужской одиночный разряд | Ричард Бергман                                                                                  | Богумил Ваня                                                                        | Иван Андреадис                                                                           |
| Мужской одиночный разряд | Ричард Бергман                                                                                  | Богумил Ваня                                                                        | Ги Амуретти                                                                              |
| Женский одиночный разряд | Гизелла Фаркаш                                                                                  | Вера Дэйс                                                                           | Анджелика Розяну                                                                         |
| Женский одиночный разряд | Гизелла Фаркаш                                                                                  | Вера Дэйс                                                                           | Власта Депетрисова                                                                       |
| Мужской парный разряд    | Ладислав Штипек Богумил Ваня                                                                    | Эдриан Хейдон Ференц Шоош                                                           | Виктор Барна Ричард Бергман                                                              |
| Мужской парный разряд    | Ладислав Штипек Богумил Ваня                                                                    | Эдриан Хейдон Ференц Шоош                                                           | Хайнрих Беднар Херберт Вунш                                                              |
| Женский парный разряд    | Маргарет Франкс Вера Дэйс                                                                       | Дора Береги Хелен Эллиот                                                            | Леа Неубергер Телма Толл                                                                 |
| Женский парный разряд    | Маргарет Франкс Вера Дэйс                                                                       | Дора Береги Хелен Эллиот                                                            | Одри Фаулер Ирен Лентле                                                                  |
| Микст                    | Ричард Майлс Телма Толл                                                                         | Богумил Ваня Власта Депетрисова                                                     | Ричард Бергман Дора Береги                                                               |
| Микст                    | Ричард Майлс Телма Толл                                                                         | Богумил Ваня Власта Депетрисова                                                     | Ференц Шидо Анджелика Розяну                                                             |
| Мужской командный турнир | Чехословакия · Иван Андреадис · Макс Маринко · Ладислав Штипек · Франтишек Токар · Богумил Ваня | Франция · Шарль Дюбуйе · Ги Амуретти · Морис Бордрез · Мишель Агено · Эжен Маншиска | Австрия · Хайнрих Беднар · Отто Экль · Рудольф Дивальд · Хериберт Юст · Херберт Вунш     |
| Мужской командный турнир | Чехословакия · Иван Андреадис · Макс Маринко · Ладислав Штипек · Франтишек Токар · Богумил Ваня | Франция · Шарль Дюбуйе · Ги Амуретти · Морис Бордрез · Мишель Агено · Эжен Маншиска | США · Гаррет Нэш · Ричард Майлс · Вильям Прайс · Мартин Рейсмэн                          |
| Женский командный турнир | Англия · Дора Береги · Вера Дэйс · Маргарет Франкс · Элизабет Стивентон                         | Венгрия · Лоретта Дьёрдь · Гизелла Фаркаш · Рожи Карпати                            | Румыния · Шари Колошвари · Анджелика Розяну · Г.Бека · Мария Маврокордат                 |
| Женский командный турнир | Англия · Дора Береги · Вера Дэйс · Маргарет Франкс · Элизабет Стивентон                         | Венгрия · Лоретта Дьёрдь · Гизелла Фаркаш · Рожи Карпати                            | Чехословакия · Власта Депетрисова · Элиска Фурстова · Мария Кеттнерова · Мария Зеленкова |